# 史的現在
史的現在（してきげんざい、英: historical present）または歴史的現在とは、言語学や修辞学で、過去の出来事を物語る時に現在時制を用いること。文学や、年代記などの歴史書以外でも、見出し、さらに日常会話でも使われる。英会話の中では、「tell（話す）」「write（書く）」「say（言う）」のような伝達動詞（あるいはくだけた「go（行く）」）と一緒に使われることがよくある。

## 機能
文芸批評や文法学では、史的現在は過去の出来事をより生き生きとする効果を持つと言われている。会話における史的現在の使われ方については、出来事を現在のことにすることではなく、語りの分節を前景の出来事と示すこと（つまり、ある出来事が他の関連した出来事よりも重要であると示すこと）、あるいは評価に移ることを示すことによって史的現在は役目を果たしていると分析する意見もある。

## 例
「おのれ、どこへ行く」
下人は、老婆が屍骸につまずきながら、慌てふためいて逃げようとする行く手を塞いで、こう罵った。老婆は、それでも下人をつきのけて行こうとする。下人は又、それを行かすまいとして、押し戻す。二人は屍骸の中で、暫、無言のまま、つかみ合った。
-- 芥川龍之介『羅生門』